# Пожежна автоцистерна

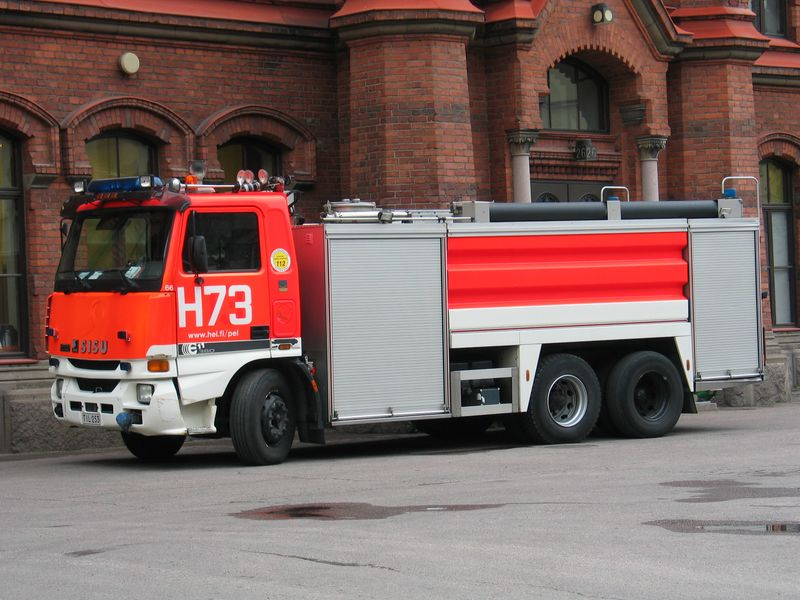
Пожежна автоцистерна

Пожежна автоцистерна — найбільш поширений тип основного пожежного автомобіля, різновид автоцистерни. Обладнаний пожежним насосом, ємностями для зберігання рідких вогнегасних речовин (води та піноутворювача, використовуваного для одержання повітряно-механічної піни), засобами їх подачі. Призначається для доставки до місця пожежі бойового розрахунку, пожежно-технічного озброєння і устаткування, проведення дій по його гасінню та аварійно-рятувальних робіт, також використовується для подачі вогнегасної речовини і для підвезення води у безводних районах.